# Marietta Uhle
Marietta Uhle (* 20. Oktober 1980 in Saarbrücken) ist eine ehemalige deutsche Schwimmerin.

## Leben
Uhles Hauptlage sind das Schmetterling- und das Kraulschwimmen. Sie startete jahrelang für die SSG Saar Max Ritter, danach für die Schwimmgemeinschaft Frankfurt. Ab August 2002 studierte Uhle an der University of Florida in Gainesville, Florida und war Teil der Florida Gators, des College-Schwimmteams.
Marietta Uhle wurde 1998, 1999 und 2000 deutsche Kurzbahnmeisterin über 50 m Schmetterling sowie 1999 über 100 m Schmetterling. Bei den Kurzbahneuropameisterschaften 1999 und 2000 gewann sie mit der Lagenstaffel die Silbermedaille.
1995 und 1999 wurde sie als Saarsportlerin des Jahres ausgezeichnet.